# Gominhães
Gominhães é uma povoação portuguesa do Município de Guimarães que foi sede da extinta Freguesia de Gominhães, freguesia que tinha 2,15 km² de área e 511 habitantes (2011), e, por isso, uma densidade populacional de 237,7 hab/km².
A Freguesia de Gominhães foi extinta em 2013, no âmbito de uma reforma administrativa nacional, para, em conjunto com a Freguesia de São Lourenço de Selho, formar uma nova freguesia denominada União das Freguesias de Selho São Lourenço e Gominhães com a sede em Selho São Lourenço.

## Património
- Capela do Bom Despacho[4]

## População
| População da freguesia de Gominhães (1864 – 2011) | População da freguesia de Gominhães (1864 – 2011) | População da freguesia de Gominhães (1864 – 2011) | População da freguesia de Gominhães (1864 – 2011) | População da freguesia de Gominhães (1864 – 2011) | População da freguesia de Gominhães (1864 – 2011) | População da freguesia de Gominhães (1864 – 2011) | População da freguesia de Gominhães (1864 – 2011) | População da freguesia de Gominhães (1864 – 2011) | População da freguesia de Gominhães (1864 – 2011) | População da freguesia de Gominhães (1864 – 2011) | População da freguesia de Gominhães (1864 – 2011) | População da freguesia de Gominhães (1864 – 2011) | População da freguesia de Gominhães (1864 – 2011) | População da freguesia de Gominhães (1864 – 2011) |
| ------------------------------------------------- | ------------------------------------------------- | ------------------------------------------------- | ------------------------------------------------- | ------------------------------------------------- | ------------------------------------------------- | ------------------------------------------------- | ------------------------------------------------- | ------------------------------------------------- | ------------------------------------------------- | ------------------------------------------------- | ------------------------------------------------- | ------------------------------------------------- | ------------------------------------------------- | ------------------------------------------------- |
| 1864                                              | 1878                                              | 1890                                              | 1900                                              | 1911                                              | 1920                                              | 1930                                              | 1940                                              | 1950                                              | 1960                                              | 1970                                              | 1981                                              | 1991                                              | 2001                                              | 2011                                              |
| 275                                               | 293                                               | 305                                               | 307                                               | 334                                               | 314                                               | 338                                               | 434                                               | 463                                               | 492                                               | 446                                               | 498                                               | 550                                               | 507                                               | 511                                               |